# Apomecyna
Apomecyna är ett släkte av skalbaggar. Apomecyna ingår i familjen långhorningar.

## Bildgalleri

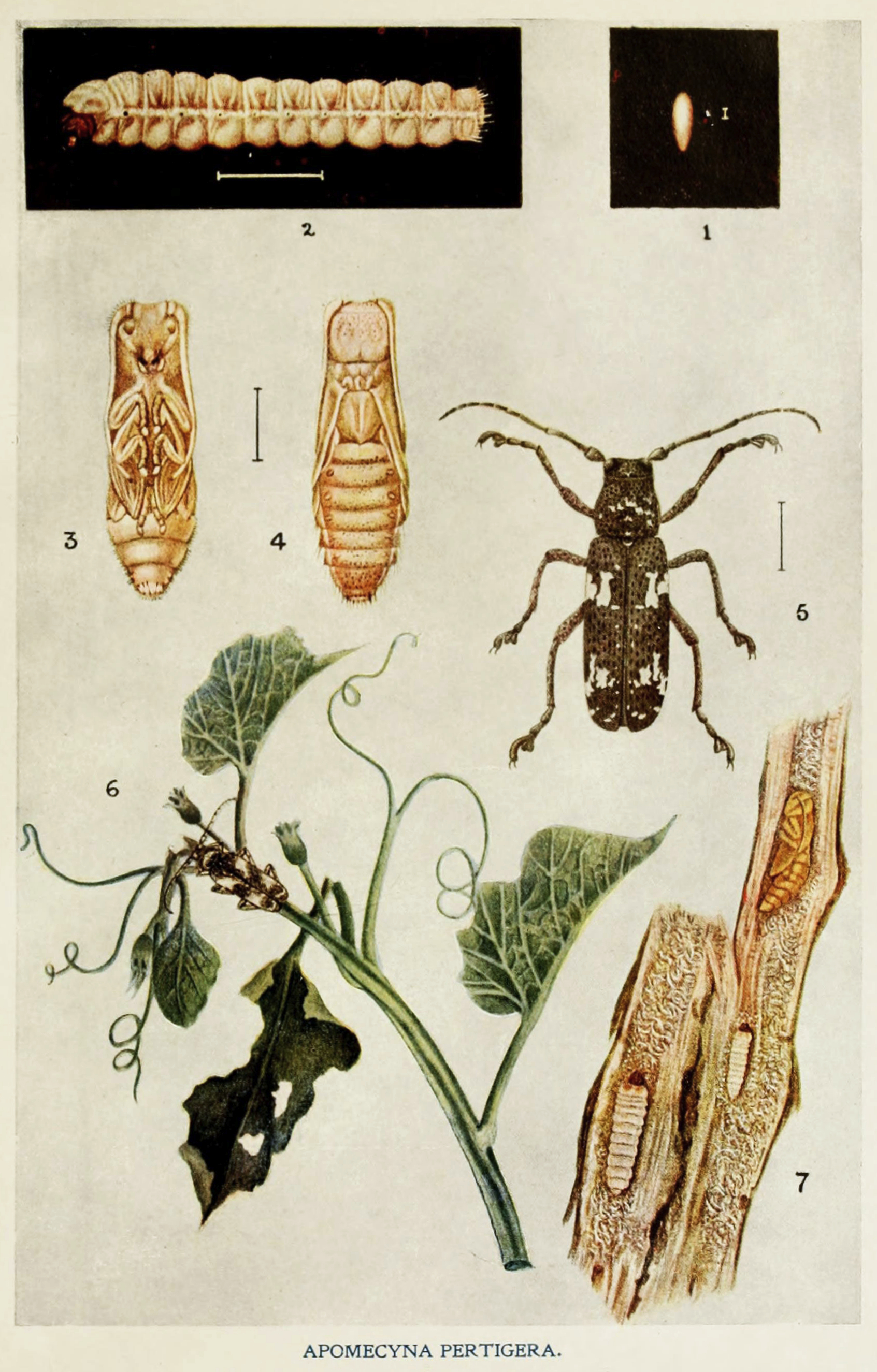
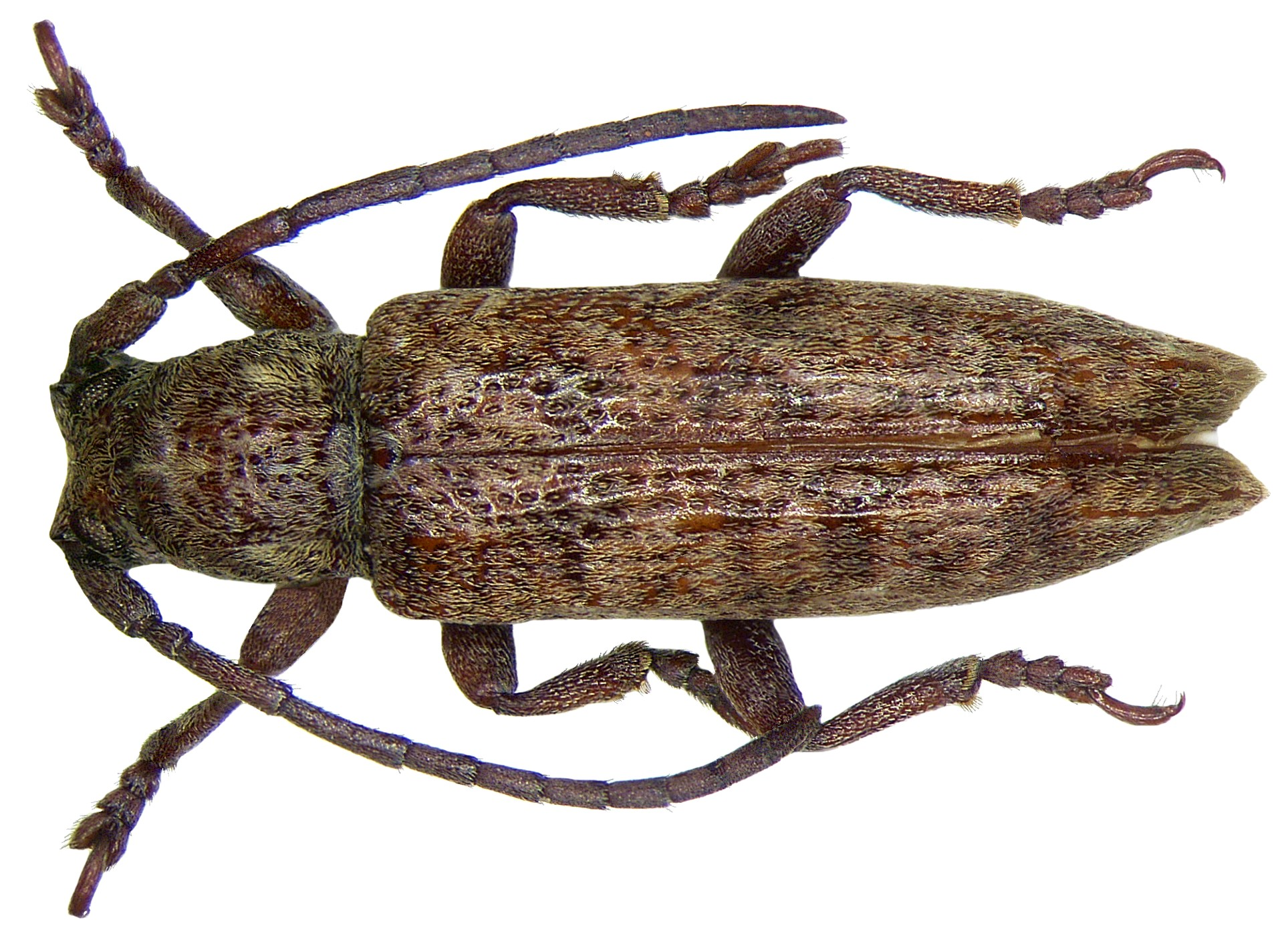
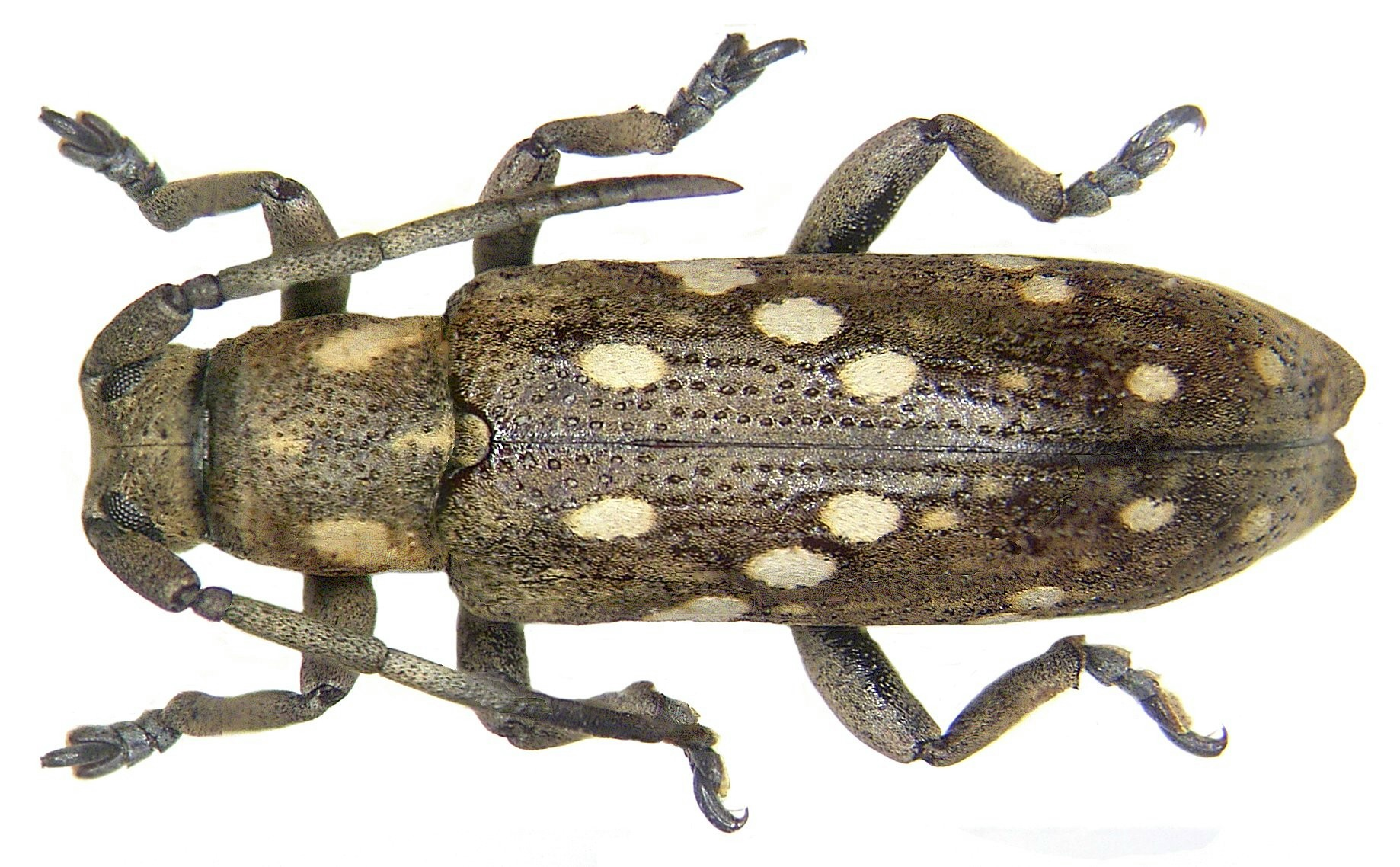

## Dottertaxa tillApomecyna, i alfabetisk ordning[1]
- Apomecyna acutipennis
- Apomecyna adspersaria
- Apomecyna alboannulata
- Apomecyna albovaria
- Apomecyna angolensis
- Apomecyna atomaria
- Apomecyna binubila
- Apomecyna biseriata
- Apomecyna bisignata
- Apomecyna bivittata
- Apomecyna bizonata
- Apomecyna borneotica
- Apomecyna bremeri
- Apomecyna brunnea
- Apomecyna cavifrons
- Apomecyna ceylonica
- Apomecyna cochinchinensis
- Apomecyna collarti
- Apomecyna corrugata
- Apomecyna crassiuscula
- Apomecyna cretacea
- Apomecyna curticornis
- Apomecyna densemaculata
- Apomecyna endroedyi
- Apomecyna excavata
- Apomecyna excavatipennis
- Apomecyna fallaciosa
- Apomecyna flavoguttulata
- Apomecyna flavomarmorata
- Apomecyna flavovittata
- Apomecyna gambiensis
- Apomecyna gracillima
- Apomecyna grandis
- Apomecyna guttifera
- Apomecyna hauseri
- Apomecyna holorufipennis
- Apomecyna kivuensis
- Apomecyna kochi
- Apomecyna lameerei
- Apomecyna latefasciata
- Apomecyna leleupi
- Apomecyna leucostictica
- Apomecyna longipennis
- Apomecyna luzonica
- Apomecyna mimoguttifera
- Apomecyna mindanaonis
- Apomecyna minima
- Apomecyna nigritarsis
- Apomecyna nigroapicalis
- Apomecyna nimbae
- Apomecyna nivipicta
- Apomecyna obliquata
- Apomecyna obliquevitticollis
- Apomecyna papuana
- Apomecyna paraguttifera
- Apomecyna parumguttata
- Apomecyna parumpunctata
- Apomecyna porphyrea
- Apomecyna proxima
- Apomecyna reducta
- Apomecyna rufipennis
- Apomecyna rufomarmorata
- Apomecyna salomonum
- Apomecyna sarasinorum
- Apomecyna scalaris
- Apomecyna scorteccii
- Apomecyna somaliensis
- Apomecyna stramentosa
- Apomecyna subcavifrons
- Apomecyna trifasciata
- Apomecyna triseriata
- Apomecyna tsutsuii
- Apomecyna usambarica
- Apomecyna vaneyeni
- Apomecyna varia
- Apomecyna vitticollis